# Praxis mit Meerblick – Rügener Sturköpfe
Rügener Sturköpfe ist ein deutscher Fernsehfilm von Jan Ruzicka aus dem Jahr 2023. Es handelt sich um den sechzehnten Film der ARD-Reihe Praxis mit Meerblick mit Tanja Wedhorn als Ärztin Nora Kaminski in der Hauptrolle. Die deutsche Erstausstrahlung erfolgte am 14. April 2023 auf dem ARD-Sendeplatz „Endlich Freitag im Ersten“.

## Handlung
Die Inselärztin Nora Kaminski möchte ihre junge Liebe zu Max Jensen, den sie bei einem Verkehrsunfall kennengelernt hat, in vollen Zügen genießen. Ihr Beruf als Ärztin hindert sie jedoch daran. Während einer Bootsfahrt kippt der rüstige Kapitän Henk Busch plötzlich um. Entgegen Buschs Verharmlosung beharrt Kaminski auf einer sorgfältigen medizinischen Untersuchung, die zu aller Überraschung einen Tumor bei dem Kapitän zu Tage bringt.

## Produktionsnotizen
Die Dreharbeiten für Rügener Sturköpfe fanden unter dem Arbeitstitel Immer bereit vom 23. August 2022 bis zum 22. September 2022 statt. Die Produktion erfolgte durch die Real Film Berlin. Als Schauplätze dienten Sassnitz, Mukran, Neuenkirchen und Altenkirchen auf der Insel Rügen sowie die deutsche Landeshauptstadt Berlin.